# Surfing Drums
Pour les articles homonymes, voir Surf (homonymie) et Drum (homonymie).
Clip vidéo
[vidéo] « Surfing Drums - Dick Dale », sur YouTube
Surfing Drums (Surfer les tubes, en anglais) est une chanson pop rock-surf music américaine du surfeur-auteur-compositeur-interprète-guitariste Dick Dale & His Del-tones, extraite de son premier album live Surfers' Choice, de 1962.

## Histoire
Dick Dale (surnommé « King of the Surf Guitar », roi de la guitare électrique surf) est considéré comme le créateur de la surf music de la vague de surf culture californienne, et de son succès international des années 1960, avec ce premier album de 1962, avec entre autres premiers tubes Misirlou Twist , Jungle Fever, et Let's Go Trippin'... L'album est produit par le label Deltone Records de son père Jim Monsour, et enregistré en album live au Rendezvous Ballroom (en) (importante salle de concert d'une plage de Newport Beach, entre Los Angeles et San Diego, en Californie, où il se produit régulièrement avec succès). Dick Dale collabore également à cette époque avec Leo Fender à l'invention, amélioration et mise au point de sa guitare électrique culte Fender Stratocaster (icône de la guitare électrique, un des modèles les plus répandus du monde) et de son double amplificateur électronique Dick Dale Fender Showman (en) de 100 W « en faisant exploser plus de 50 amplis Fender » en jouant de la guitare électrique avec autant de puissance que Gene Krupa joue de la batterie,,, ,,.

## Reprise
Le tube est repris entre autres par The Surfaris (1963)...

## Au cinéma
- 2011 : Rhum express, de Bruce Robinson, avec Johnny Depp et Amber Heard (scène de course folle en Chevrolet Corvette[11]).